# Juan de Orduña

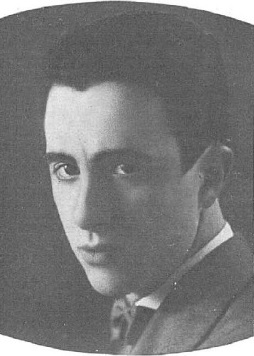
Juan de Orduña (um 1927)

Juan de Orduña y Fernández-Shaw (* 27. Dezember 1900 in Madrid; † 2. Februar 1974 ebenda) war ein spanischer Schauspieler und Regisseur.
De Orduña, dessen Mutter eine musische Familientradition aufwies, begann bald nach Schulabschluss mit dem Theaterspielen. 1924 drehte er zwei von Zarzuelas beeinflusste frühe Filme mit dem Kinderdarsteller Alfredo Hurtado. Bereits im Jahr darauf stieg er zu einem Star des spanischen Stummfilms auf, führte 1928 zum ersten Mal selbst Regie uns spielt wieder ein Jahr später im ersten spanischen Tonfilm.
Nobleza baturra von 1935 mit Imperio Argentina stellte seine Rückkehr nach einigen Jahren der Kino-Abstinenz dar – ein in Aragonien gedrehtes Bauerndrama mit Aufnahmen im Dokumentarstil. Im letzten Film vor dem spanischen Bürgerkrieg spielt de Orduña in El cura de aldea. 1939 ist er der Erzähler eines Kurzfilms von Carlos Arévalo über den siegreichen Einzug franquistischer Truppen. Die neue spanische Regierung lässt ihn drei Filme als Regisseur über die jüngeren politischen Ereignisse führen. In den folgenden Jahren war er an vielen erfolgreichen Filmen beteiligt.
Mit Beginn der 1950er Jahre wandte sich de Orduña vor allem leichteren Stoffen zu, so dem großen Erfolg El último cuplé mit Sara Montiel; später drehte er auch internationale Koproduktionen und ein Remake von Nobleza baturra. 49 Filme als Regisseur und zwanzig als Schauspieler bilden das Œuvre des umstrittenen Filmschaffenden.

## Filmografie (Auswahl)

### Regisseur
- 1928: Un aventura de cine
- 1940: Feria en Sevilla
- 1942: ¡A mí la legión!
- 1944: Tuvo la culpo Adán
- 1946: Souka (Misión blanca)
- 1948: Johanna von Kastilien (Locura de amor)
- 1951: La leona de Castilla
- 1957: El último cuplé
- 1964: Nobleza baturra
- 1967: Warteliste zur Hölle (Anonima de asesinos)
- 1969: Bohemias
- 1973: Me has hecho perder el juicio

### Produzent
- 1971: Zwei wilde Companeros (Viva la muerte… tua!)